# Bathynomus
Genre
Bathynomus est un genre d'isopodes marins abyssaux de très grande taille. Ils font partie des crustacés, un sous-embranchement des arthropodes.

## Description
Les bathynomes sont un cas de gigantisme abyssal. Ils se présentent sous la forme de très gros isopodes (d'allure proche des cloportes) de couleur brun à gris-violacé, pouvant mesurer plusieurs dizaines de centimètres. Leur exosquelette est composé de segments articulés, d'une tête et d'un telson, disposant chacun d'une paire de pattes. La tête est surmontée de deux paires d'antennes et ses mâchoires sont équipées de quatre paires de mandibules.
L'espèce Bathynomus giganteus mesure 35 centimètres en moyenne, pour une masse de 1,4 kg, et peut atteindre jusqu'à 50 cm pour 1,7 kg, ce qui en fait le plus grand des isopodes.

Les bathynomus, des crustacés géants vivant dans les profondeurs marines, ont une reproduction encore peu étudiée en raison de leur habitat difficilement accessible. On sait cependant qu’ils se reproduisent par fécondation interne : le mâle transfère son sperme à la femelle grâce à des structures spécialisées. Après la fécondation, la femelle porte ses œufs, souvent de grande taille, dans une poche ventrale protectrice appelée marsupium. Ces œufs, riches en nutriments, permettent aux jeunes de se développer pleinement avant d’éclore, leur conférant une meilleure chance de survie dans leur environnement extrême.

## Liste d'espèces
Selon World Register of Marine Species (1 juillet 2014) :
- Bathynomus affinis Richardson, 1910
- Bathynomus brucei Lowry & Dempsey, 2006
- Bathynomus bruscai Lowry & Dempsey, 2006
- Bathynomus crosnieri Lowry & Dempsey, 2006
- Bathynomus decemspinosus Shih, 1972
- Bathynomus doederleinii Ortmann, 1894
- Bathynomus giganteus A. Milne Edwards, 1879
- Bathynomus immanis Bruce, 1986
- Bathynomus jamesi
- Bathynomus kapala Griffin, 1975
- Bathynomus keablei Lowry & Dempsey, 2006
- Bathynomus kensleyi Lowry & Dempsey, 2006
- Bathynomus lowryi Bruce & Bussarawit, 2004
- Bathynomus maxeyorum
- Bathynomus miyarei Lemos de Castro, 1978
- Bathynomus obtusus Magalhaes & Young, 2003
- Bathynomus pelor Bruce, 1986
- Bathynomus propinquus Richardson, 1910 (nomen dubium)
- Bathynomus raksasa 2018[3],[4]
- Bathynomus richeri Lowry & Dempsey, 2006
- Bathynomus yucatanensis (en)
- Bathynomus vaderi Ng, Sidabalok & Nguyen, 2025[5]

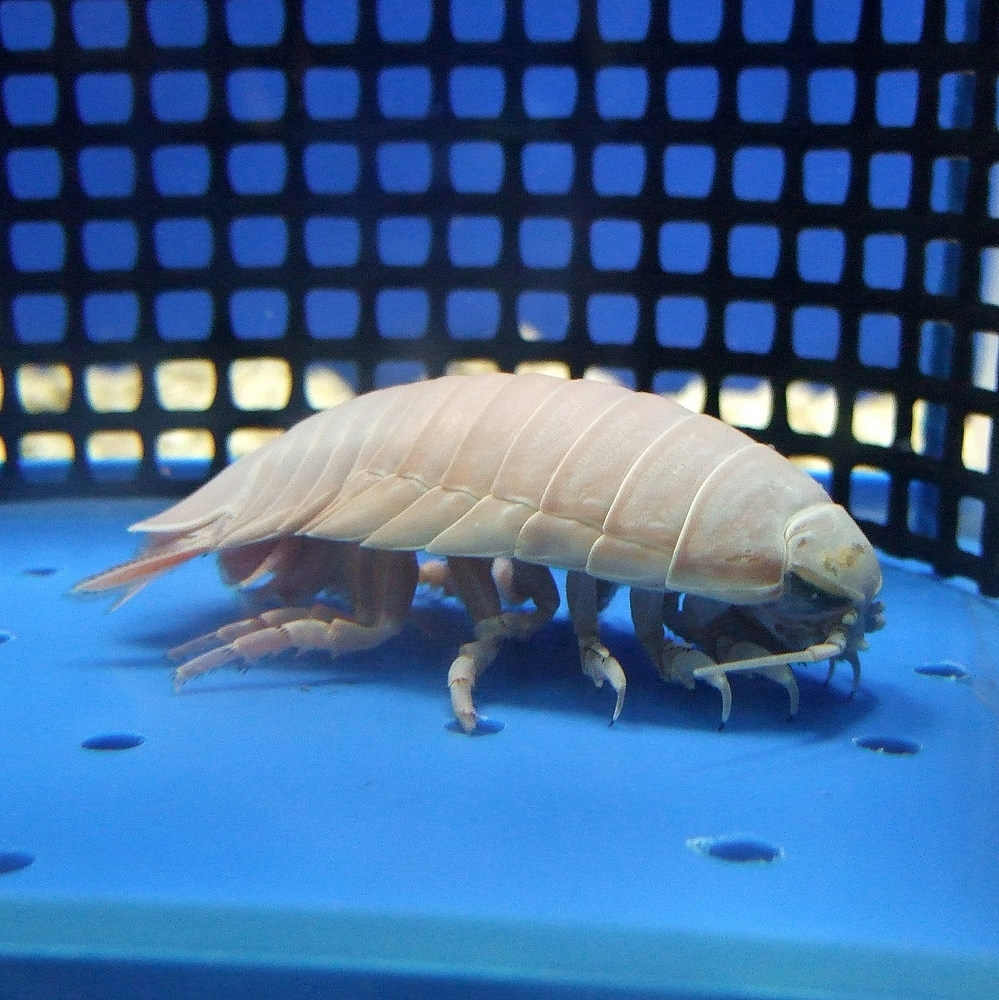
Bathynomus doederleinii
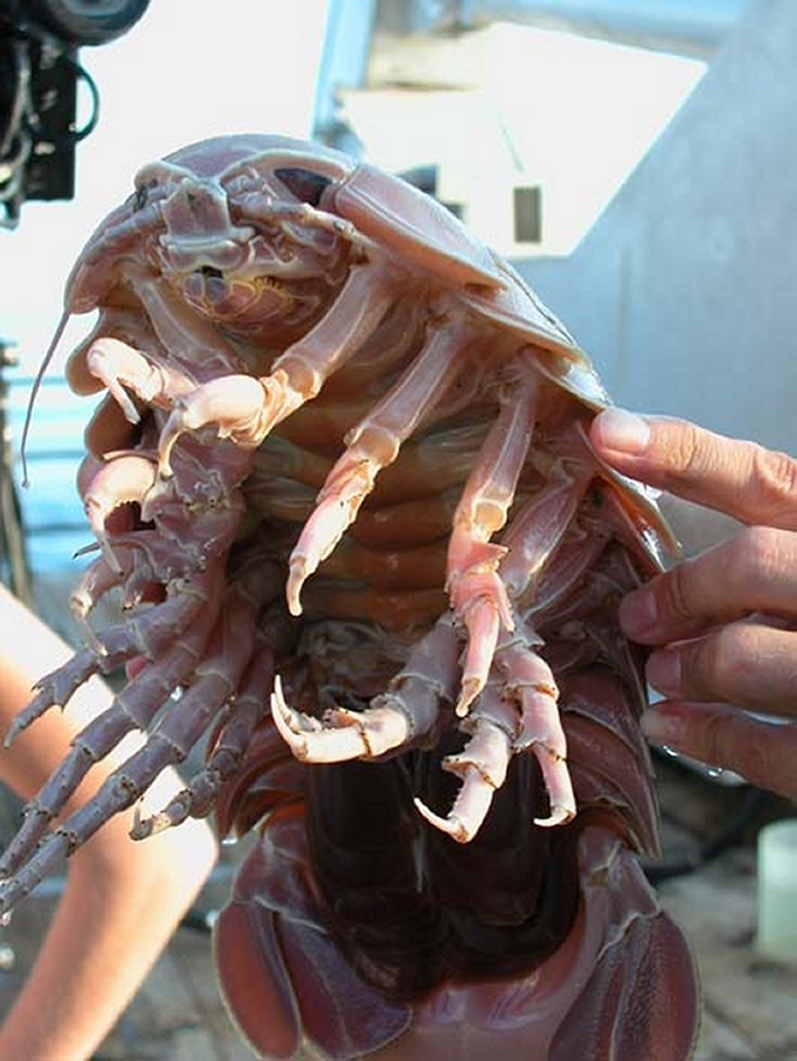
Bathynomus giganteus
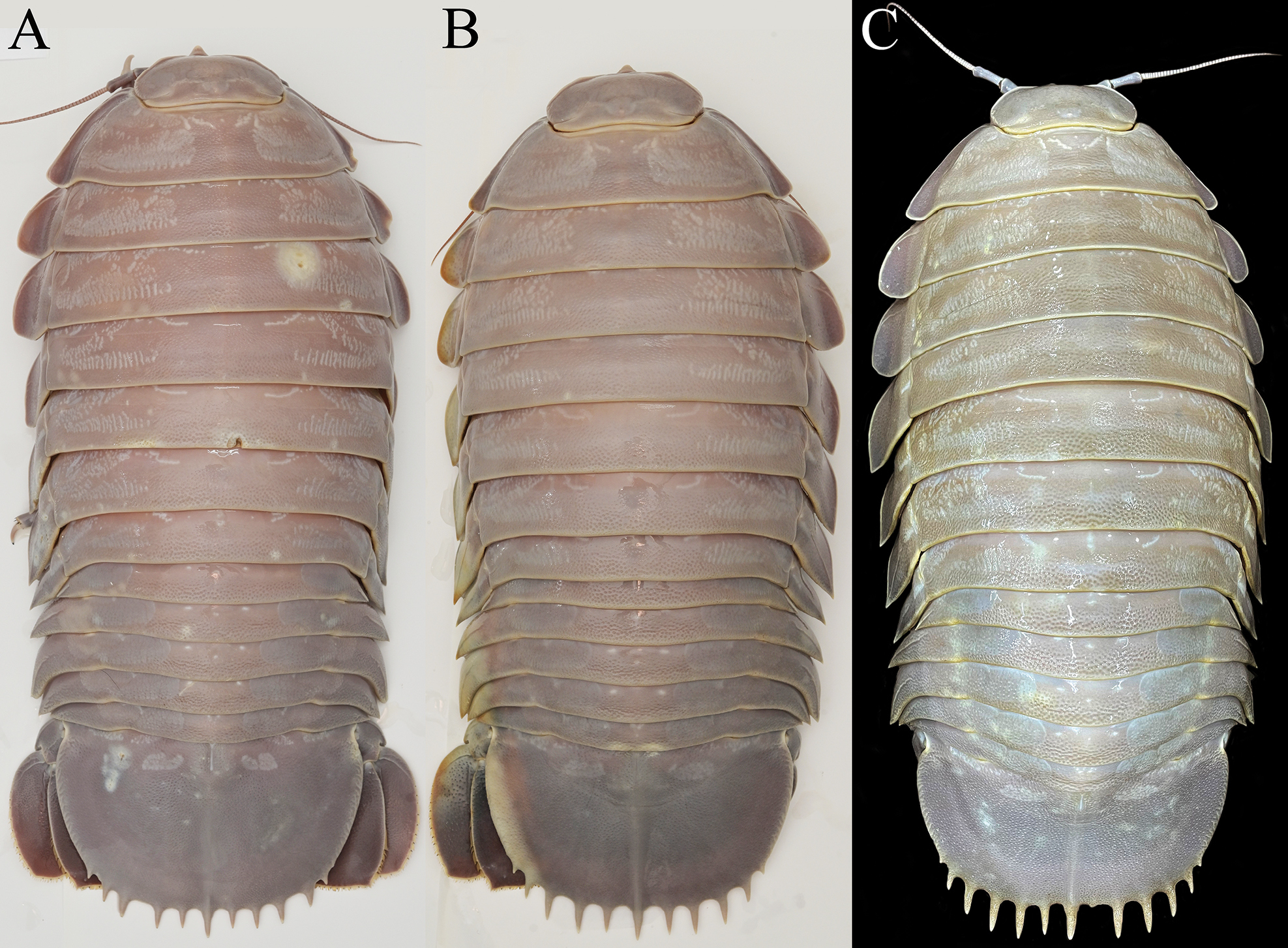
Bathynomus jamesi
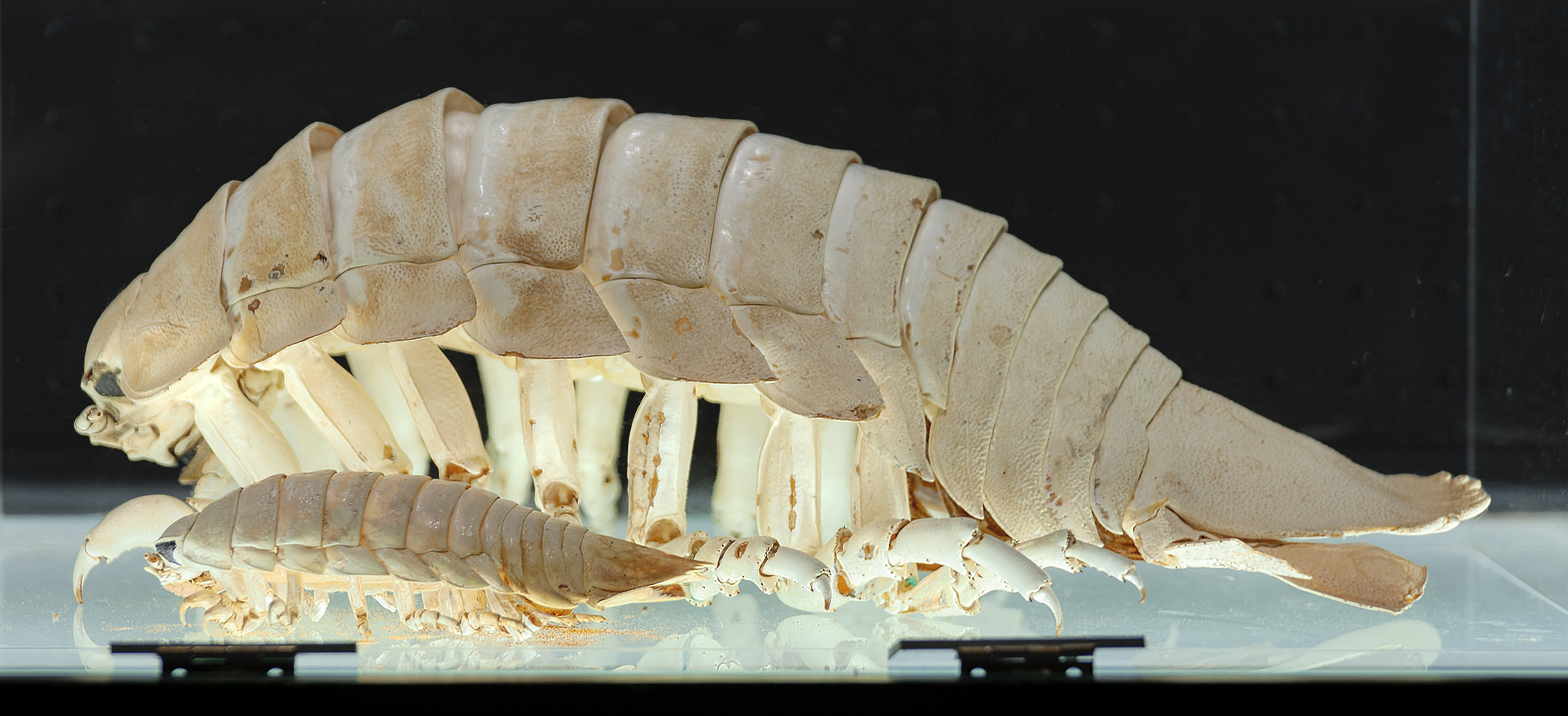
Bathynomus kensleyi (le plus gros)
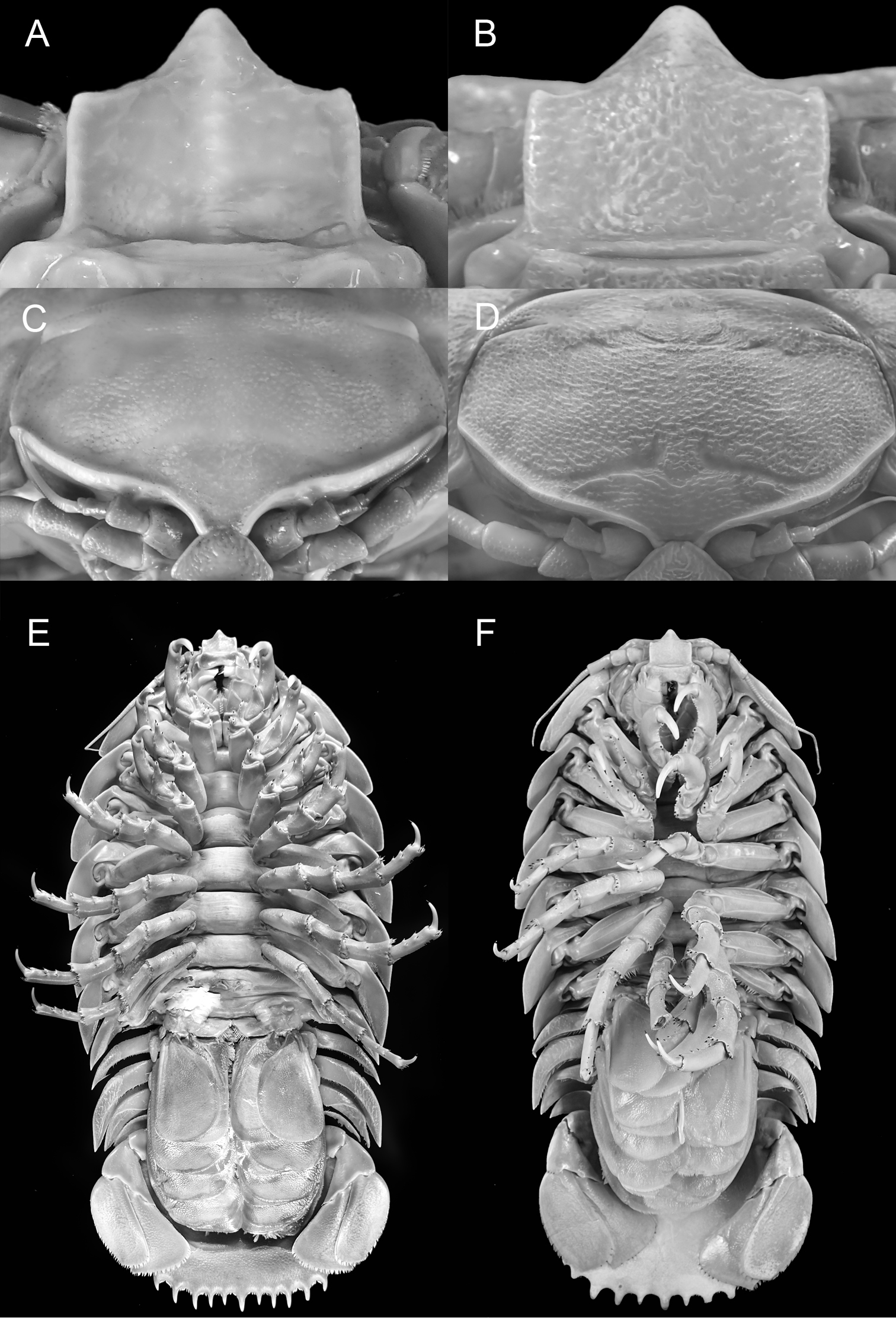
Bathynomus raksasa
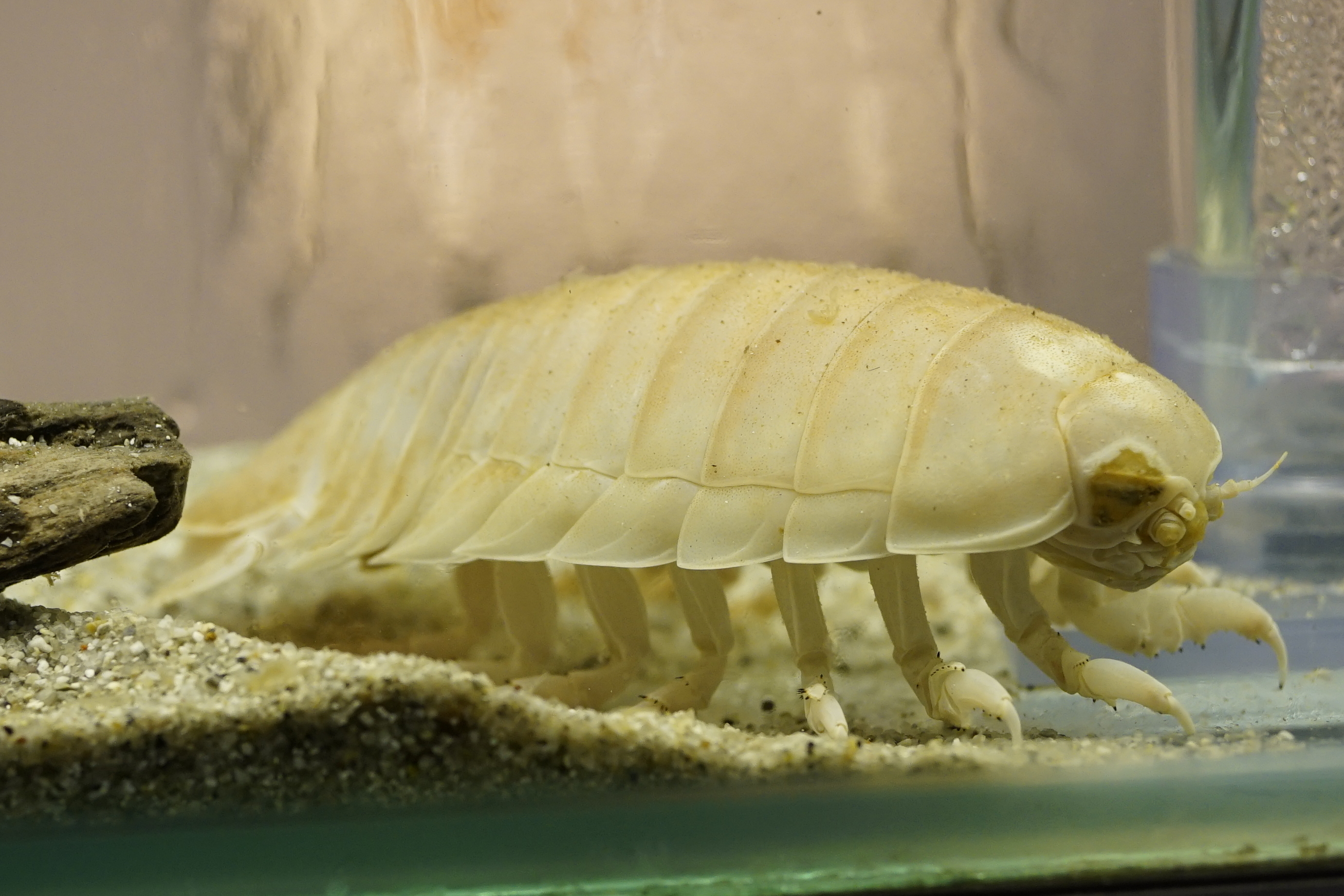
Bathynomus richeri
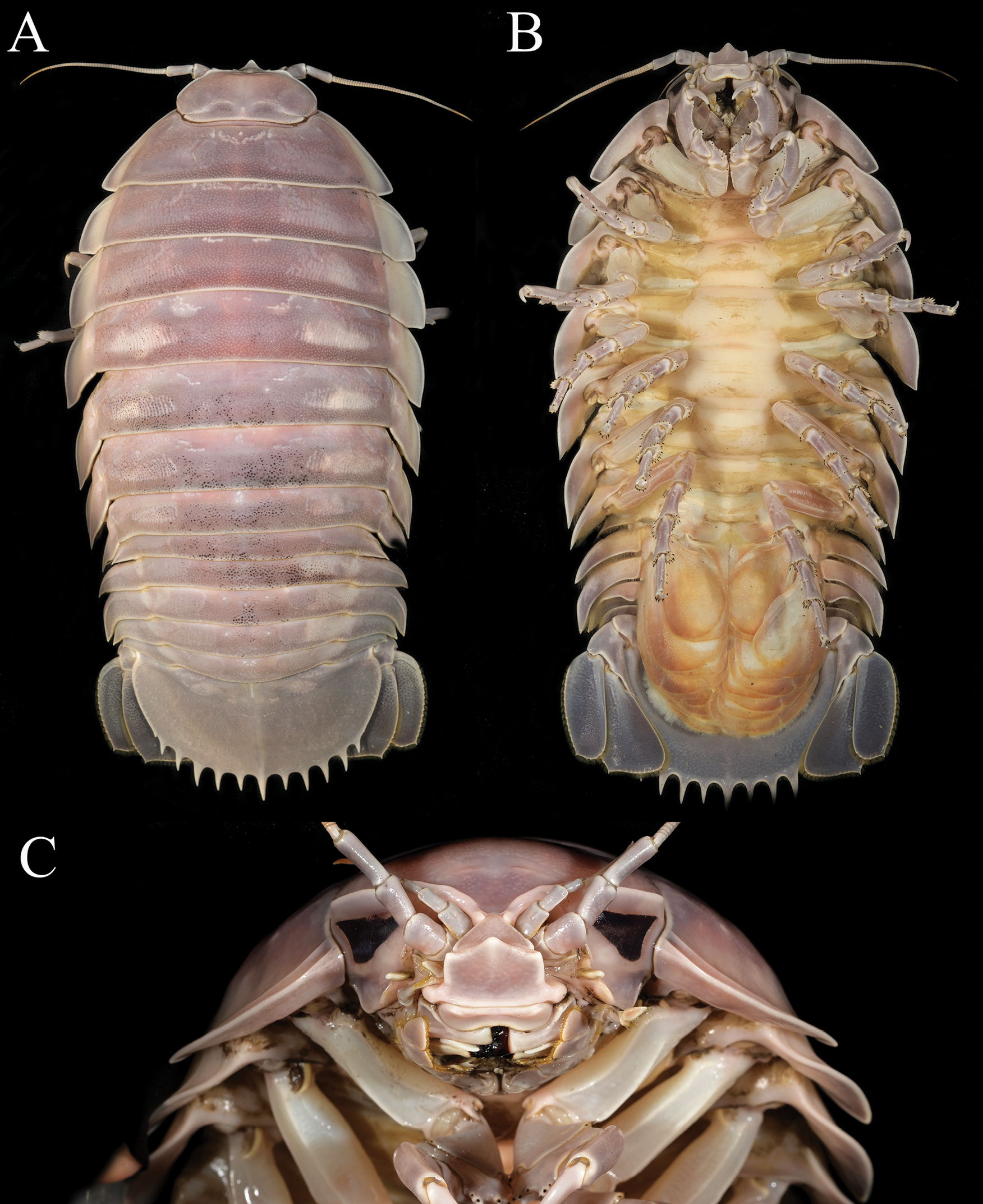
Bathynomus vaderi